# Лесной (Нижнеомский район)
Лесно́й — посёлок в Нижнеомском районе Омской области России. Входит в состав Паутовского сельского поселения.

## История
В соответствии с Законом Омской области от 30 июля 2004 года № 548-ОЗ «О границах и статусе муниципальных образований Омской области» посёлок вошёл в состав образованного Паутовского сельского поселения.

## География
Расположен на востоке региона, в пределах Западно-Сибирской равнины.
Уличная сеть состоит из трёх географических объектов: ул. 40 лет Победы, ул. Колупаев и ул. Покрышкина.

## Население
| 2010 |
| ---- |
| 149  |

## Инфраструктура
Личное подсобное хозяйство.

## Транспорт
Просёлочные дороги.